# 福島郡

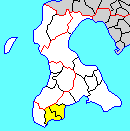
渡島国福島郡の位置（黄：明治期）

- 令制国一覧 > 北海道 (令制) > 渡島国 > 福島郡
- 日本 > 開拓使 > 函館支庁 > 福島郡

福島郡（ふくしまぐん）は、渡島国にあった郡。

## 郡域
1879年（明治12年）に行政区画として発足した当時の郡域は、上磯郡知内町および松前郡福島町にあたる。

## 歴史

### 郡発足までの沿革
鎌倉時代、源頼家の家臣荒木大学が金山探索を行った際に知内温泉を発見。室町時代までに道南十二館のうち穏内館と脇本館が築かれていた。コシャマインの戦いの際これらの館はいったん落城したものの、その後も散発する蝦夷との交戦時の拠点となった。
江戸時代の福島郡域は和人地となっていた。陸上交通は、奥州街道（松前道）があり津軽郡の松前へは吉岡嶺、亀田郡の箱館方面へは福島嶺を経てそれぞれ通じていた。当初松前藩領とされていたが、江戸時代後期の文化4年、福島郡域を含む渡島国域が天領とされたが、文政4年ふたたび松前藩領に復した。戊辰戦争（箱館戦争）終結直後の1869年8月15日、大宝律令の国郡里制を踏襲して福島郡が置かれた。

### 郡発足以降の沿革
- 明治2年
  - 6月24日（1869年8月1日） - 版籍奉還により松前藩が改称して館藩となる。
  - 8月15日（1869年9月20日） - 北海道で国郡里制が施行され、渡島国および福島郡が設置される。
- 明治4年
  - 7月14日（1871年8月29日） - 廃藩置県により館県の管轄となる。
  - 11月2日（1871年12月13日） - 第1次府県統合により青森県の管轄となる。
- 明治5年
  - 4月9日（1872年5月15日） - 全国一律に戸長・副戸長を設置（大区小区制）。
  - 9月23日（1872年10月7日） - 開拓使の管轄となる。
  - 10月10日（1872年11月10日） - 4月に設置された区を大区と改称し、その下に旧来の町村をいくつかまとめて小区を設置（大区小区制）。
- 明治9年（1876年）9月 - 従来開拓使において随意定めた大小区画を廃し、新たに全道を30の大区に分ち、大区の下に166の小区を設けた。

- 第12大区
  - 1小区 ： 礼髭村、吉岡村、宮歌村
  - 2小区 ： 白符村、福島村
  - 3小区 ： 知内村

- 明治12年（1879年）7月23日 - 郡区町村編制法の北海道での施行により、行政区画としての福島郡が発足。
- 明治13年（1880年）1月 - 津軽福島郡役所の管轄となる。
- 明治14年（1881年）7月27日 - 下記の変更により福島郡廃止。
  - 知内村・小谷石村（福島村より分村）の所属郡が上磯郡に変更。
  - 残部および津軽郡の区域をもって松前郡が発足。